# توماس ميكوكيس
توماس ميكوكيس (13 يناير 1983 بيونافا في ليتوانيا - ) هو لاعب كرة قدم ليتواني في مركز الدفاع. شارك مع منتخب ليتوانيا لكرة القدم. أما مع النوادي، فقد لعب مع توربيدو موسكو ونادي جالغيريس ونادي سودوفا ماريامبوله وFC Nizhny Novgorod (2007) ‏ وFK Vėtra ‏ ونادي سكا خاباروفسك.

## روابط خارجية
- توماس ميكوكيس على موقع الاتحاد الأوربي (الإنجليزية)
- توماس ميكوكيس على موقع قاعدة بيانات كرة القدم.إي يو (الإنجليزية)
- توماس ميكوكيس على موقع ناشيونال فوتبول تيمز (الإنجليزية)
- توماس ميكوكيس على موقع Soccerway.com (الإنجليزية)